# Cardeal-sobrinho

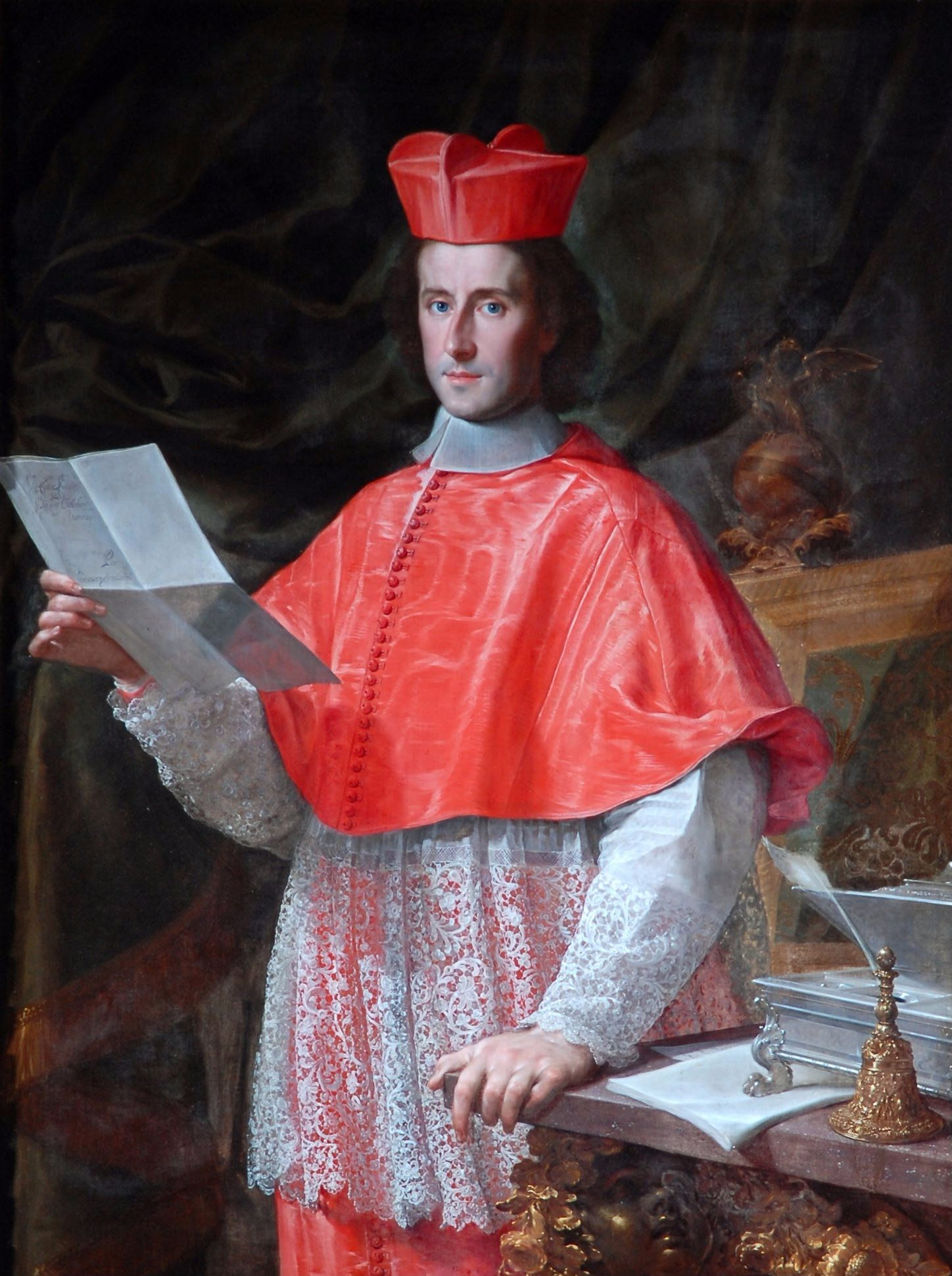
Pietro Ottoboni, o último Cardeal Sobrinho (ofício da Cúria Romana, não confundir com cardeal-sobrinho), pintado por Francesco Trevisani.

Um cardeal-sobrinho (em latim: cardinalis nepos; em italiano:  cardinale nipote; em castelhano:  valido de su tío; em francês:  prince de fortune) é um cardeal promovido por um Papa que é seu tio, ou, de um modo mais geral, seu parente. A prática de criar cardeais-sobrinhos teve origem na Idade Média, e atingiu o seu apogeu nos séculos XVI e XVII. A partir de meados do Papado de Avinhão (1309–1377) e até à bula papal antinepotismo do Papa Inocêncio XII, Romanum decet pontificem (1692), um papa sem um cardeal-sobrinho era a exceção à regra. Todos os papas do Renascimento que nomearam cardeais indicaram um parente para o Colégio Cardinalício, e os sobrinhos eram a escolha mais comum.
A instituição do cardeal-sobrinho evoluiu durante sete séculos, ao sabor do desenrolar da história do Papado e dos estilos próprios dos diversos papas. De 1566 a 1692, um cardeal-sobrinho detinha o ofício curial de ser Superintendente do Estado Eclesiástico, mas este cargo era também conhecido como Cardeal Sobrinho (sem hífen), e assim os termos confundiam-se. O ofício curial de Cardeal Sobrinho (sem hífen, ofício da Cúria), tal como a instituição do cardeal-sobrinho (familiar do papa), entraram em declínio à medida que o poder do Cardeal Secretário de Estado foi aumentando e o poder temporal dos papas ia diminuindo nos séculos XVII e XVIII. Alguns dos cardeais-sobrinhos notáveis incluem pelo menos 15, e possivelmente 19 papas: (Gregório IX, Alexandre IV, Adriano V, Gregório XI, Bonifácio IX, Inocêncio VII, Eugénio IV, Paulo II, Alexandre VI, Pio III, Júlio II, Leo X, Clemente VII, Bento XIII, e Pio VII, e provavelmente também João XIX, Bento IX, se tiverem sido cardeais, bem como Inocêncio III e Bento XII, se tiverem sido parentes dos seus designantes), um antipapa (João XXIII), e dois ou três santos (Carlos Borromeu, Roberto Belarmino, Guarino da Palestrina, e talvez Anselmo de Lucca, no caso de ter sido realmente cardeal).

## Nepotismo na história da Igreja

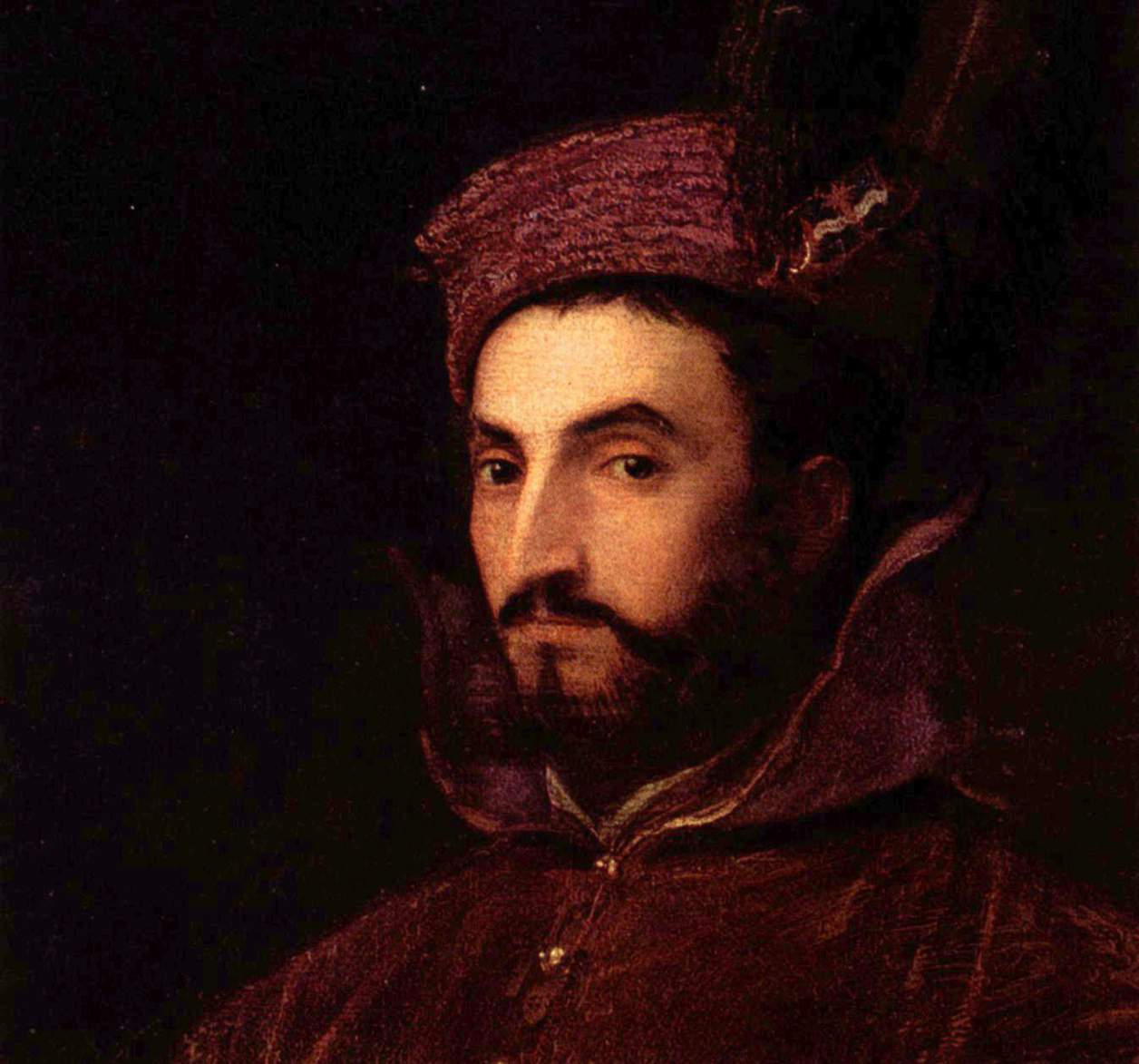
Hipólito de Médici, cardeal-sobrinho do Papa Clemente VII e filho ilegítimo de Juliano II de Médici.

O nepotismo é uma característica comum na história da governação, particularmente nas culturas onde a identidade e a lealdade são mais determinantes a nível familiar do que ao nível do estado-nação. O uso de sobrinhos, em vez de descendentes diretos, é produto do celibato do clero católico, embora este tipo de passagem e benefício fosse também visto no patriarcado da Igreja Assíria do Oriente.
A criação de parentes e aliados conhecidos como cardeais foi apenas um modo pelo qual os papas medievais e renascentistas tentaram diluir o poder do Colégio dos Cardeais, como "rival eclesiástico", e perpetuar a sua influência dentro da Igreja após a sua morte. A instituição do cardeal-sobrinho teve o efeito tanto de enriquecer a família do papa com desejáveis benefícios como de modernizar a administração do papado, ao permitir que o pontífice se pronunciasse através de um seu próximo que mais facilmente podia ser considerado como falível, quando necessário, e fornecesse uma distância formal entre a pessoa do pontífice e o quotidiano dos assuntos pontifícios.
A obra Il nipotismo di Roma, o vero Relatione delle raggioni che muovono i Pontefici all'aggrandimento de' Nipoti (1667) de Gregorio Leti ("O nepotismo de Roma, ou a verdadeira Relação das razões que impelem os Pontífices ao engrandecimento dos Sobrinhos") é um exemplo de crítica contemporânea à institucionalização dos cardeais-sobrinhos. Leti tem a rara distinção de ter todas as suas publicações listadas no Index Librorum Prohibitorum ("Lista de Livros Proibidos"). A Enciclopédia Católica de 1913 apresentou a instituição dos cardeais-sobrinhos como contra-medida necessária à intriga na Igreja antiga. Segundo Francis A. Burkle-Young, os papas do século XV, em particular, viram a necessidade de elevar os seus parentes ao Colégio dos Cardeais devido à sua desconfiança em relação aos cardeais da coroa e às famílias da nobreza de Roma e da Itália, que também tinham membros no Colégio.
Segundo Thomas Adolphus Trollope, famoso historiador papal, "o mal feito por eles na e contra a Igreja tem sido quase sempre fatal para esta; e continuou a aumentar até que o perigo aumentado avisasse os pontífices de se refrearem. Os piores cardeais, que eram, claro, o material para os piores papas, foram em grande parte cardeais-sobrinhos, e a tentação para a sua criação foi acontecendo resistentemente pela grandeza exorbitante do poder, dignidade, e riqueza atribuída aos membros do Colégio Sagrado. O valor destes grandes "prémios" foi tão grande, que o "chapéu [cardinalício]" se tornou um objeto ambicionado por príncipes, e foi o principal alvo de uma longa série de papas a concessão aos seus parentes."

## História

### Antes de 1566

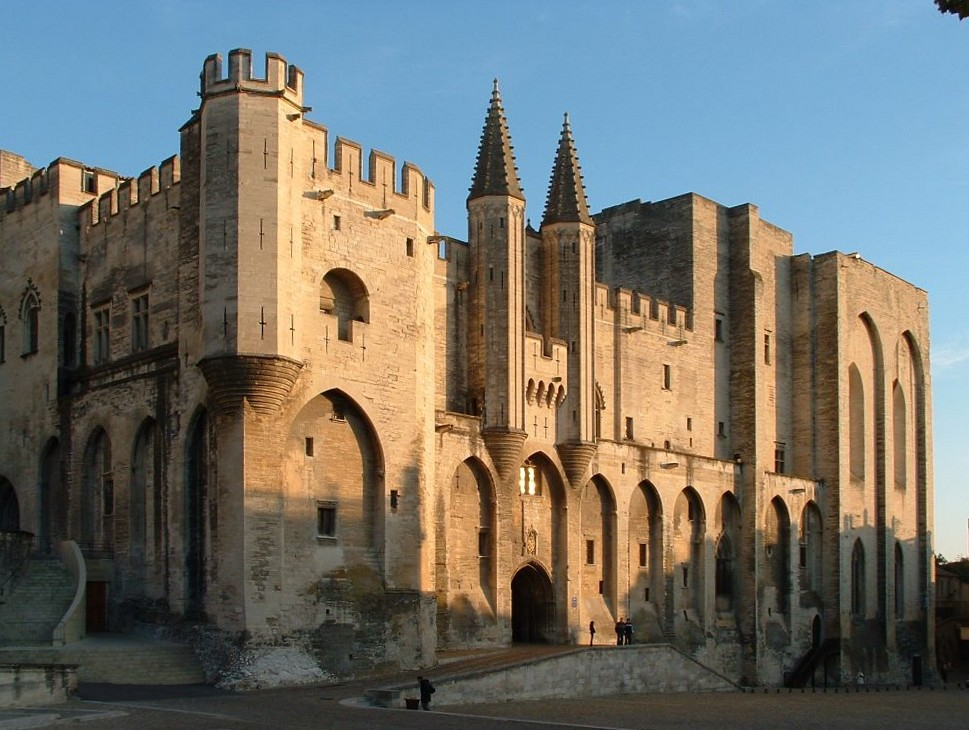
O Papado de Avinhão (1309–1377) produziu um número de cardeais-sobrinhos sem precedentes.

A criação de cardeais-sobrinhos antecede a preeminência hierárquica de cardeais na Igreja Católica Romana, que cresceu a partir do decreto de 1059 do Papa Nicolau II, In nomine Domini, que estabelecia cardeais-bispos como os únicos a poderem eleger o papa, com o consentimento dos cardeais-diáconos e cardeais-presbíteros. O primeiro cardeal-sobrinho conhecido foi Lotário (ou Loctarius), senior, primo do Papa Bento VIII (1012–1024), eleito por volta de 1015. Bento VIII também designou o seu irmão Giovanni (futuro Papa João XIX) e o seu primo Teofilatto (futuro Papa Bento IX) como cardeais-diáconos. Possivelmente o primeiro cardeal-sobrinho conhecido depois de 1059 será Anselmo de Lucca, sobrinho ou irmão do Papa Alexandre II (1061–1073), embora até ao final do século XII a maioria dos alegados casos dessas designações suscitem dúvidas, tanto por causa da relação familiar entre papa e cardeal não estar provada, como por causa do cardinalato do kinsman papal ser incerto. Porém, se dúvida as promoções de familiares dos papas ao Colégio Cardinalício eram comuns no século XIII.

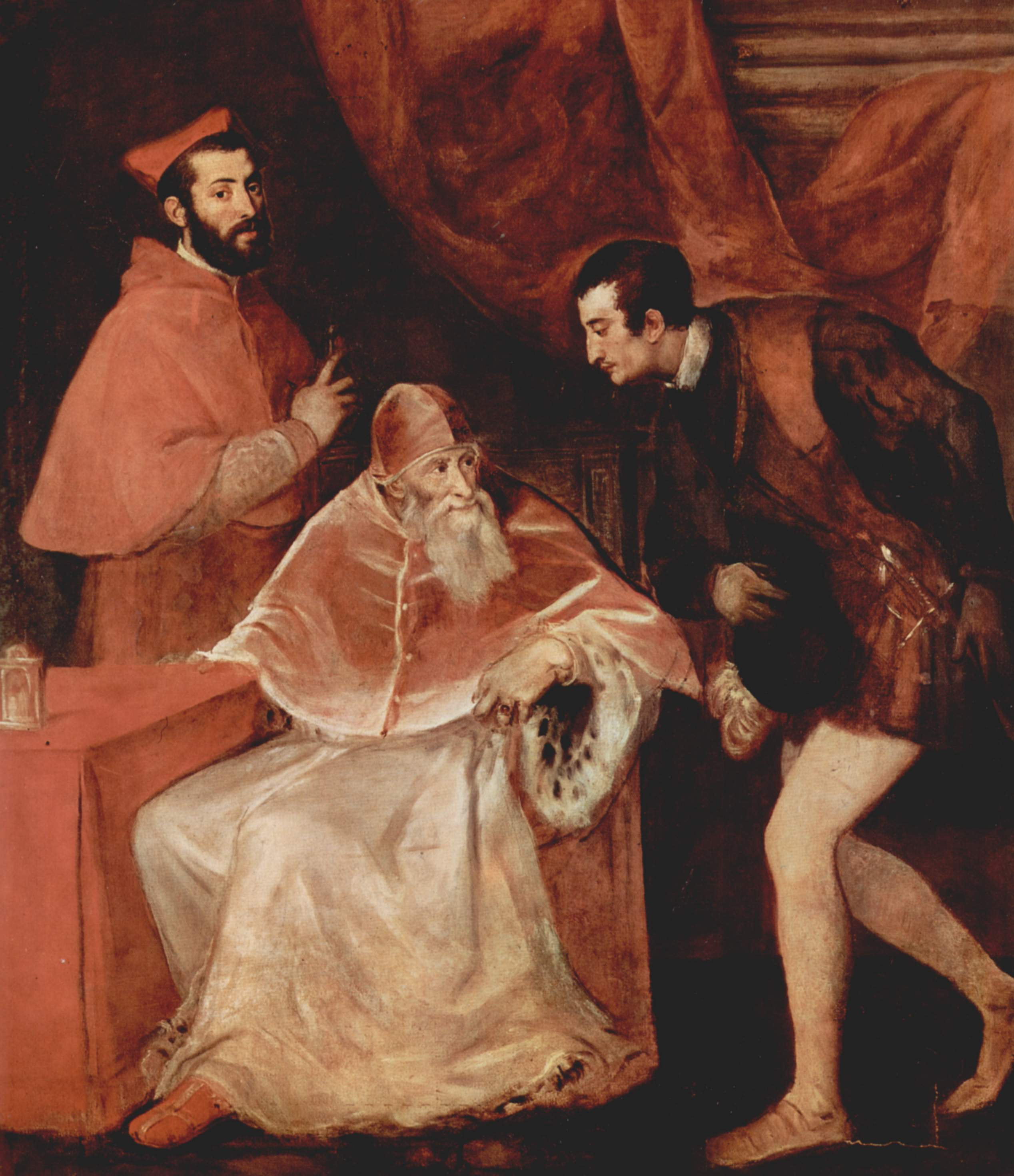
Papa Paulo III com o seu cardeal sobrinho Alessandro Farnese (esq.) e sobrinho-neto, Ottavio Farnese (duque de Parma) (dir.).

O historiador John Bargrave indica que "por altura do Concílio de Basileia-Ferrara-Florença, na sessão 21, o número de cardeais não era maior que 24, e nenhum sobrinho do papa ou de qualquer cardeal estava nesse número (sessão 23)."

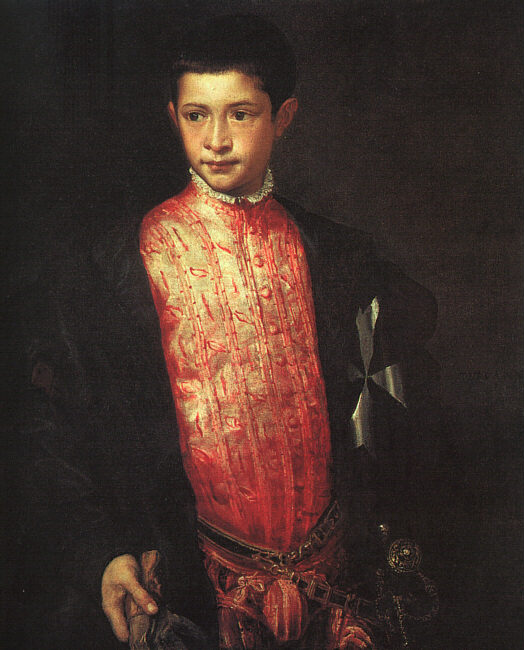
Ranuccio Farnese foi elevado a cardeal por Paulo III aos 15 anos de idade.

O Papa Clemente VI (1342–1352) criou mais cardeais-sobrinhos do que qualquer outro pontífice, incluindo seis em 20 de setembro de 1342, o maior número de cardeais-sobrinhos elevados numa só ocasião. A capitulação do conclave de 1464 limitou o papa (então o Papa Paulo II) a apontar um cardeal-sobrinho, entre outras condições colocadas para aumentar o poder do Colégio Cardinalício e reduzir a capacidade do papa em diluir o seu poder.
O Quinto Concílio de Latrão declarou em 1514 que a atenção aos familiares era recomendada, e a criação de cardeais-sobrinhos era justificada pela necessidade de cuidar dos familiares indigentes. Um cardeal-sobrinho podia esperar rendimentos consideráveis: por exemplo, Alessandro Farnese, cardeal-sobrinho do Papa Paulo III (1534–1549) detinha 64 benefícios simultâneos e em conjunto com a vice-chancelaria.
O Papa Paulo IV (1555–1559), na sua velhice, terá "caído quase completamente sob a influência do cardeal-sobrinho"; O cardeal-sobrinho de Paulo IV, Carlo Carafa, foi acusado em agosto de 1558 por um Teatino de seduzir uma nobre romana, Plautila de' Massimi, que ficou com uma enorme quantia em dinheiro e jóias, mas as acusações foram retiradas pelo pontífice. São Carlo Borromeu, cardeal-sobrinho do Papa Pio IV (1559–1565), assegurara a subordinação do secretarius intimus ao Cardeal Sobrinho (sem hífen), que por vezes era conhecido como secretarius maior. Pio IV ficou célebre pelo nepotismo: entre 1561 e 1565 transferiu mais de 350 000 scudi aos seus parentes.

### 1566–1692 - a época dos Superintendentes do Estado Eclesiástico

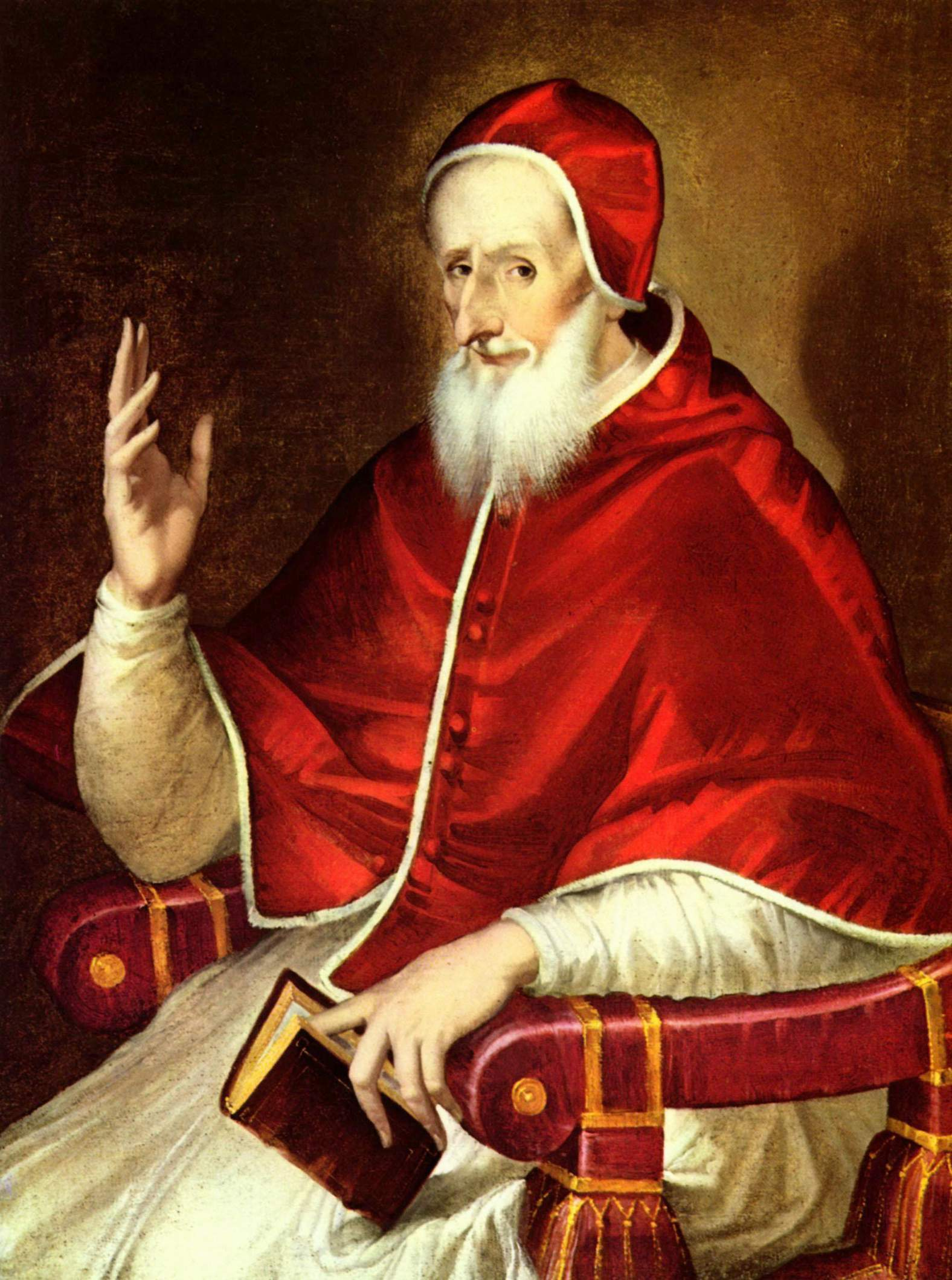
O Papa Pio V criou o ofício da Cúria de Cardeal Sobrinho (Superintendente do Estado Eclesiástico) em 14 de março de 1566.

Na sequência do Concílio de Trento (1563), o Papa Pio V (1566–1572) concebeu os termos para o ofício de Superintendente do Estado Eclesiástico, que deveria ocupar-se dos assuntos temporais dos Estados Papais e das relações externas da Santa Sé. Depois de não ter conseguido dividir os deveres do Superintendente por quatro cardeais não-familiares, Pio V cedeu aos pedidos do Colégio Cardinalício e do seu embaixador de Espanha, e nomeou o seu sobrinho-neto, Michele Bonelli, como Superintendente, demarcando os seus deveres por uma bula papal datada de 14 de Março de 1566. Porém, Pio V evitou relutantemente delegar qualquer poder real autónomo a Bonelli.
O Cardeal Sobrinho (sem hífen - também chamado cardinale padrone ou Secretarius Papae et superintendens status ecclesiasticæ: "Superintendente do Estado Eclesiástico", em italiano: Sopraintendente dello Stato Ecclesiastico) era um legado oficial da Cúria Romana, aproximadamente equivalente a Cardeal Secretário de Estado, que absorveu as suas funções depois do cargo de Cardeal Sobrinho ter sido abolido em 1692. O cargo tem sido comparado por historiadores ao de "primeiro-ministro", "alter ego", ou "vice-papa". A designação do Cardeal Sobrinho estava geralmente entre as primeiras feitas por um papa, e a sua criação era tradicionalmente acompanhada por uma salva de armas no Castelo de Santo Ângelo.
Depois do Papado de Avinhão, o Cardeal Sobrinho era o responsável pelo governo espiritual e temporal do Condado Venaissino, onde os papas de Avinhão residiam; em 1475, o Papa Sisto IV elevou a Diocese de Avinhão a arcebispado, para benefício do seu sobrinho Giuliano della Rovere.
Os termos do ofício de Cardeal Sobrinho foram estabelecidos por um breve apostólico elaborado e melhorado pelos sucessores de Pio V, até Paulo V (1605–1621). O Cardeal Sobrinho era também a ligação de correspondência com todos os núncios e legados papais, e o prefeito de duas congregações: a  "Consulta" e a "Congregazione del Buon Governo". O Cardeal Sobrinho era também o capitão-geral do exército papal e um "canal pelo qual vinham benefícios por um sentido e ouro no outro".
Todavia, estas funções formais só entraram em força durante os pontificados de papas invulgarmente fracos: a maior parte dos Cardeais Sobrinhos eram de facto "marionetas" do próprio pontífice.
Embora o Papa Leão XI (1605) tenha falecido antes de poder nomear o seu sobrinho Roberto Ubaldini, este foi nomeado pelo seu sucessor, o Papa Paulo V, em 1615.
Alguns historiadores consideram Scipione Borghese, cardeal-sobrinho do Papa Paulo V, como o "representante prototípico" de cardeal-sobrinho, de modo distinto dos que o antecederam, criado para "promover e supervisionar a permanente subida social e económica da família papal reinante nos meios da alta aristocracia romana". Por exemplo, em 1616, 24 das 30 abadias pertencentes aos Borghese foram alugadas, prática que o Concílio de Trento já tentara eliminar. Uma análise financeira minuciosa do cardilanato dos Borghese por Reinhard Volcker (baseada numa série de livros de contabilidade que sobreviveram) examina as estratégias que os Borghese usaram para construir uma fortuna durante o pontificado do seu tio e os rendimentos não eclesiásticos antes da morte de Paulo V, o que Volcker considera ser demonstrativo das famílias papais do período do Barroco. Estima-se que Paulo V tenha transferido para a sua família aproximadamente 4% do rendimento total da Santa Sé durante o seu pontificado. Os rendimentos pessoais dos Borghese em 1610 eram de 153 000 scudi, muito mais elevados que os meros 4900 scudi que constituíam o rendimento total da família em 1592.
O Papa Gregório XIV (1590–1591) lançou a prática de criar cardeais-sobrinhos cuja nomeação formal coincidia de facto com a sua designação, que assim era separada do processo ordinal de criação de cardeais, e, quando adoeceu, autorizou o seu cardeal-sobrinho Paolo Emilio Sfondrati a usar o Fiat ut petitur, um poder que mais tarde diminuiu a pedido do Colégio. Paulo V emitiu um motu proprio em 30 de abril de 1618, formalmente outorgando ao seu cardeal-sobrinho a mesma autoridade que o Papa Clemente VIII tinha concedido a Pietro Aldobrandini, dando início ao que o historiador Laurain-Portemer chamou "l'age classique'" (idade clássica) do nepotismo.
| Cardeal-sobrinho                                                       | Como Fabio Chigi, tinha uma família. Como Alexandre VII não tenho nenhuma. Não encontrarão o meu nome em nenhum dos registos batismais de Siena. | Cardeal-sobrinho |
| — Papa Alexandre VII, 1655, que nomeou dois cardeais-sobrinhos em 1657 | |                  |

Ludovico Ludovisi, o primeiro cardeal-sobrinho a ser conhecido como il cardinale padrone ("o cardeal chefe") acumulou um vasto leque de benefícios: o bispado de Bolonha, 23 abadias, a chefia da Assinatura Apostólica, e os ofícios de vice-chanceler e alto-camareiro, e foi capaz de redistribuí-las entre 17 dos seus parentes antes de morrer. Estes benefícios e ofícios rendiam a Ludovisi mais de 200 000 scudi por ano, e o cardeal é considerado como tendo exercido "mais autoridade ilimitada" que qualquer outro cardeal-sobrinho anterior. Em particular, aos cardeais-sobrinhos era permitido criar facultas testandi para deixar os seus benefícios em testamento aos membros seculares da sua família. O sucessor de Gregório XV, Urbano VIII (1623—1644) convocou dois comités especiais de teólogos, ambos apoiando esta prática.

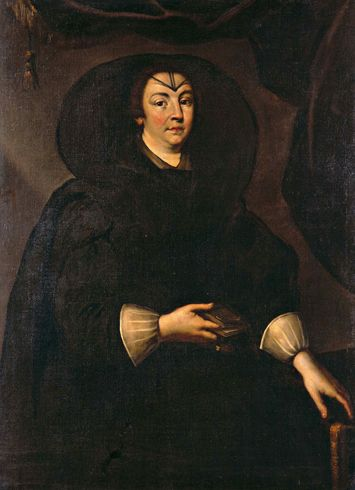
O Papa Inocêncio X nomeou o filho, o sobrinho, e o primo da sua cunhada Olimpia Maidalchini para o oficio da Cúria de Cardeal Sobrinho (Superintendente do Estado Eclesiástico)

Nem todos os cardeais-sobrinhos o eram no sentido estrito de filhos de irmãos do papa: a historiadora papal Valérie Pirie considera a ausência de um sobrinho um "tremendo ativo para um potencial papa" pois deixava a posição em aberto para qualquer cardeal aliado. Por exemplo, o Papa Clemente X entregou o ofício ao Cardeal Paoluzzi-Altieri, cujo sobrinho tinha recentemente casado com Laura Caterina Altieri, a única herdeira da família de Clemente X. Muitos historiadores consideram Olimpia Maidalchini, cunhada do Papa Inocêncio X (1644–1655), de ter sido de facto um "cardeal-sobrinho": a posição era detida formalmente pelo seu filho Camillo Pamphilj, depois pelo seu sobrinho Francesco Maidalchini (após Pamphilj ter renunciado ao cardinalato para casar), e, após Francesco se ter mostrado incompetente, Camillo Astalli, seu primo.
Os papas tinham frequentemente poucas escolhas para a criação de um cardeal-sobrinho. Segundo o historiador papal Frederic Baumgartner, o pontificado do Papa Sisto V (1585-1590) "começou mal" porque Alessandro Peretti di Montalto era "o seu único sobrinho elegível para o cargo, mas só dificilmente poderia servir o papa como confidente de confiança", provocando a recusa de vários cardeais em assistir à sua investidura. Outro historiador papal, Ludwig von Pastor, nota que "a desgraça do Papa Pamphilj é que a única pessoa na sua família que tinha as qualidades necessárias para preencher tal cargo era uma mulher".
O Papa Inocêncio XI (1676–1689) desprezava a prática e apenas se dispôs a ser eleito como papa após o Colégio dos Cardeais ter aceite os seus planos de reforma, que incluíam a interdição do nepotismo. Todavia, Inocêncio XI teve de recuar depois de por três vezes falhar o apoio da maioria dos cardeais quanto a uma bula que banisse o nepotismo, que tinha sido pacientemente composta entre 1677 e 1686. Inocêncio XI recusou súplicas internas da corte papal para trazer o seu único sobrinho, Livio Odescalchi, príncipe de Sírmia (na Panónia), para Roma, embora tenha elevado Carlo Stefano Anastasio Ciceri, um familiar distante, a cardeal em 2 de setembro de 1686. O Papa Alexandre VIII (1689–1691), que sucedeu a Inocêncio XI, foi o último papa a criar um cardeal-sobrinho. Alexandre VIII também desfez uma outra reforma de Inocêncio XI ao restaurar os rendimentos da antiga Chancelaria dos Breves Apostólicos ao vice-chanceler, que era, nessa altura, o seu cardeal-sobrinho Pietro Ottoboni. Edith Standen, consultora do Metropolitan Museum of Art, chama a Ottoboni o "último e certamente não o menos magnífico exemplo" do "esplendor de uma espécie extinta, o Cardeal Sobrinho".
Até 1692 (e ocasionalmente depois), o cardeal-sobrinho (ou um cardeal-leigo) seria o chefe dos arquivos papais, habitualmente com o encargo de retirar os arquivos de um papado para um arquivo familiar quando um papa falecia. Em particular, as coleções dos arquivos das famílias Barberini, Farnese, Chigi, e Borghese continham importantes documentos papais.

### A partir de 1692

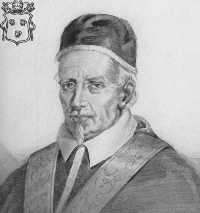
O Papa Inocêncio XII aboliu o ofício curial de "Cardeal Sobrinho" em 22 de junho de 1692 e reforçou o ofício de Cardeal Secretário de Estado.

O Papa Inocêncio XII (1691–1700) emitiu uma bula pontifícia em 22 de junho de 1692, a Romanum decet pontificem, que bania o cargo de Cardeal Sobrinho, limitando os seus sucessores a elevar somente um cardeal familiar, eliminando diversas sinecuras habitualmente reservadas aos cardeais-sobrinhos, e colocando um limite ao estipêndio ou as transferências monetárias aos sobrinhos do papa a 12 000 scudi. A bula Romanum decet pontificem seria depois incorporada no Código de Direito Canónico de 1917 nos cânones 240, 2; 1414, 4; e 1432, 1. Em 1694, a série de reformas de Inocêncio XII ficou concluída com uma campanha dispendiosa para eliminar a "venalidade" dos cargos ao reembolsar os seus detentores. Estas reformas são vistas por alguns estudiosos como uma reação tardia à crise financeira causada pelo nepotismo do Papa Urbano VIII (1623–1644).
Porém, mesmo depois da bula Romanun decet pontificem, só três dos oito papas do século XVIII não tornaram um seu irmão ou sobrinho cardeal. O Colégio dos Cardeais aparentemente preferia a regência por sobrinhos à dos favoritos, o que tomaram como alternativa; por exemplo, o Colégio instou o Papa Bento XIII (1724–1730) a designar um cardeal-sobrinho, que esperavam fosse substituir o tenente Niccolò Coscia, de má reputação. O Papa Gregório XIII (1572–1585) também foi pressionado por figuras-chave no Colégio para nomear o seu cardeal-sobrinho Filippo Boncompagni.
Houve um declínio na influência dos cardeais-sobrinhos ao longo do século XVIII, à medida que o poder do Cardeal Secretário de Estado ia aumentando. A igreja do Papa Bento XIII (1724–1730) é descrita pelo historiador Eamon Duffy como "todos os males do nepotismo sem o sobrinho".
Neri Corsini, cardeal-sobrinho de Clemente XII (1730–1740) era de longe o mais poderoso cardeal-sobrinho do século XVIII, em função da idade avançada do seu tio e da sua cegueira. Porém, o sucessor de Clemente XII, Bento XIV (1740–1758) é descrito por Hugh Walpole como "um sacerdote sem indolência ou interesse, um príncipe sem favoritos, um papa sem sobrinhos".

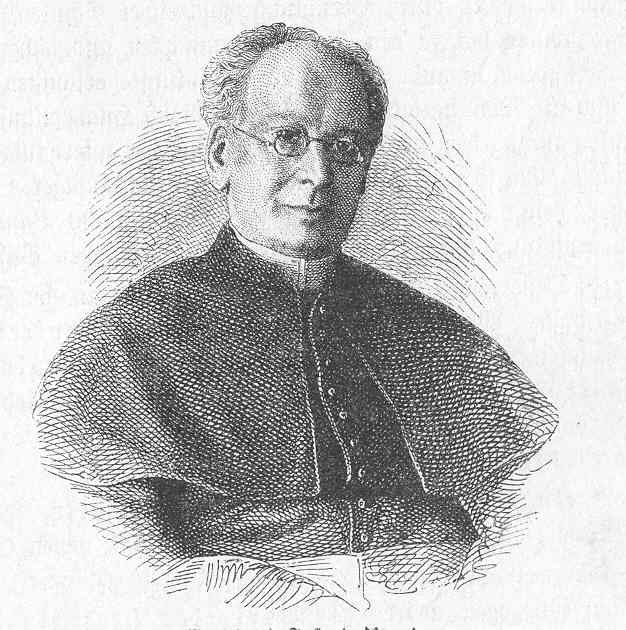
O cardeal Giuseppe Pecci foi o último cardeal-sobrinho da história. Era irmão do Papa Leão XIII.

Romoaldo Braschi-Onesti, cardeal-sobrinho de Pio VI (1775–1799), foi o penúltimo cardeal-sobrinho. Apesar da linhagem de Pio VI ser a de uma família de Cesena, a sua única irmã casou com um homem da pobre família Onesti. Assim, encomendou a um genealogista a descoberta (e empolamento) de traços de nobreza na linhagem dos Onesti, uma empresa que apenas deu a conhecer uma ligação circunstancial a São Romoaldo.
Após o turbulento conclave de 1799-1800, o Papa Pio VII (1800–1823) evitou a instituição do cardeal-sobrinho e optou por confiar no seu Cardeal Secretário de Estado, Ercole Consalvi. Durante o século XIX, o único sobrinho de um papa a ser criado cardeal foi Gabriele della Genga Sermattei, sobrinho de Leão XII, criado cardeal pelo Papa Gregório XVI em 1 de fevereiro de 1836. Embora a institucionalização do nepotismo desaparecesse no século XVIII, a "pietas" (dever com a família) continuou a ser tema da administração papal no século XX, embora raramente com a intervenção clara de um tio papa. Seguindo o exemplo de Pio VI, os papas Leão XIII (que elevou o irmão Giuseppe Pecci a cardeal em 12 de maio de 1879) e Pio XII (1939–1958) enfraqueceu a burocracia formal da Cúria em favor de um governo paralelo, no qual os membros da família eram frequentes figuras proeminentes. A perda do poder temporal sobre os Estados Pontifícios (de facto em 1870 com a "Questão Romana" e de jure em 1929 com o Tratado de Latrão) também eliminou as condições estruturais que tinham tido papéis preponderantes na política familiar dos papas mais antigos.

## Papel nos conclaves
Mesmo no século XVIII, um cardeal-sobrinho poderia exercer influência nos conclaves que se seguissem à morte do seu tio, na figura de alguém a quem os cardeais que desejassem a continuação do status quo poderiam consultar. Em particular, o cardeal-sobrinho tinha muito frequentemente a lealdade dos cardeais criados pelo seu tio, e para os quais tinha geralmente exercido influência na sua nomeação. Por exemplo, Alessandro Peretti di Montalto liderou os cardeais elevados pelo seu tio no conclave do outono de 1590 apesar de ter apenas 21 anos de idade. Segundo o historiador Frederic Baumgartner, "o intuito de tais nomeações era assegurar que a família do papa teria poder e influência durante muito mais tempo do que o breve período em que um papa poderia esperar reinar". Uma exceção notável foi a do Papa Gregório XV (1621-1623), que negou no seu leito de morte o pedido de Ludovico Ludovisi para nomear mais familiares para o Colégio, dizendo que tinha "o suficiente para prestar contas a Deus pelos que nomeara e não eram de confiança".

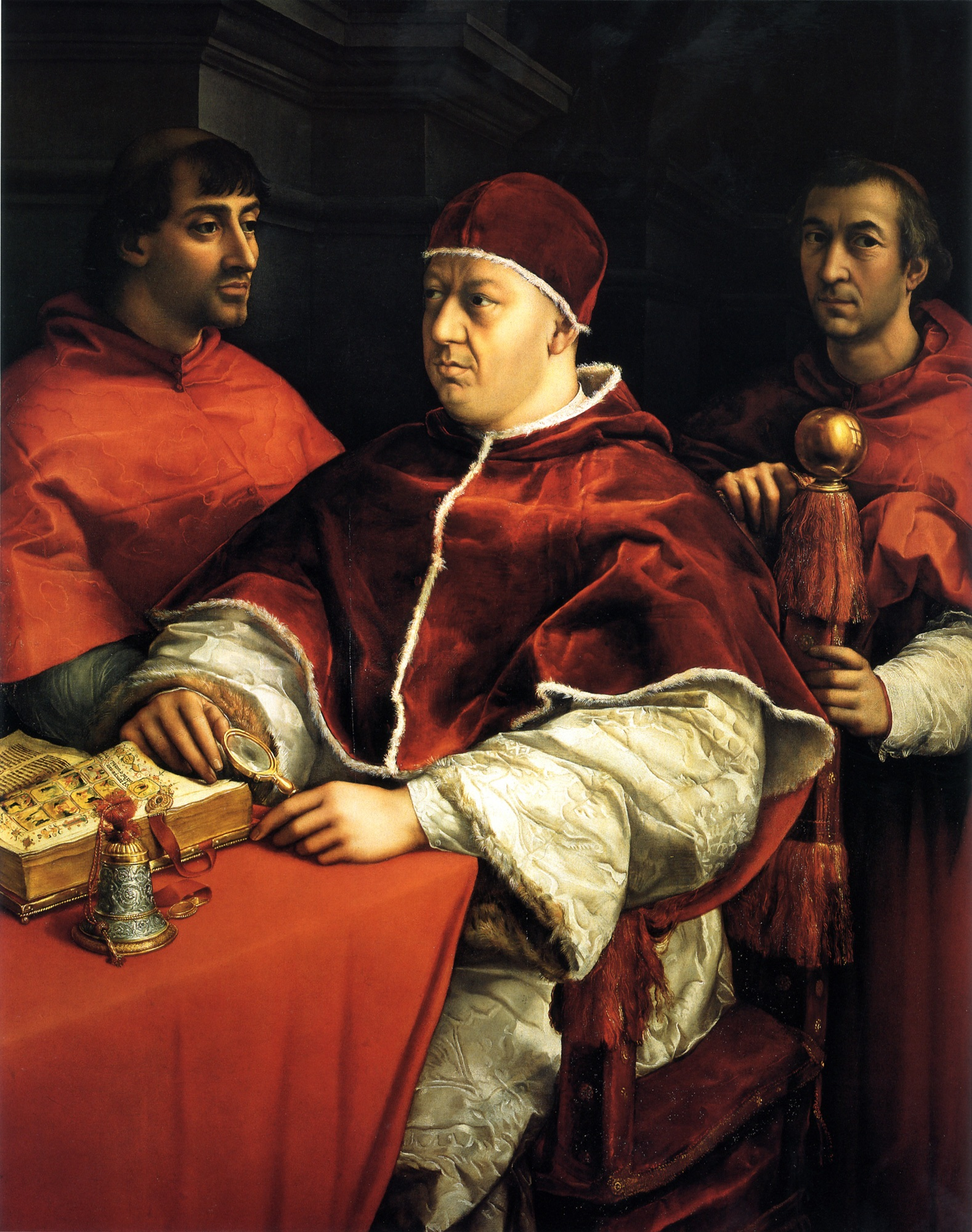
O Papa Leão X com os seus primos Giulio de' Medici (esq., o futuro Papa Clemente VII) e Luigi de' Rossi (dir.), que nomeou como cardeais.

Porém, aos cardeais-sobrinhos não era garantida a liderança dos cardeais criados pelos seus tios: por exemplo, no conclave de 1621, Scipione Borghese pôde contar apenas com 29 votos (uma parte dos 56 cardeais do seu tio), Pietro Aldobrandini controlou apenas nove (dos restantes treze cardeais do seu tio), e Montalto somente cinco dos restantes. De facto, as rivalidades internacionais por vezes ultrapassavam as lealdades familiares quando os cardeais-sobrinhos estavam relativamente "mal organizados". Como o Papa Inocêncio X (1644-1655) morreu com o posto de Cardeal Sobrinho vago, o seu grupo apresentou-se dividido e sem liderança no conclave, embora a sua cunhada Olimpia Maidalchini tenha sido convidada para dirigir a palavra aos cardeais no próprio interior do recinto da reunião - a única mulher na história com tal honra.
A obra Instruzione al cardinal Padrone circa il modo come si deve procurare una fazione di cardinali con tutti i requisiti che deve avere per lo stabilimento della sua grandezza ("Instruções para o cardeal chefe sobre como criar uma fação de cardeais com todos os requisitos necessários para o estabelecimento da sua grandeza"), descoberto no arquivo de Santa Maria in Monserrato aconselha os cardeais-sobrinhos a consolidarem o poder no Colégio dos Cardeais. Um outro texto, o Ricordi dati da Gregorio XV al cardinale Lodovisio suo nipote ("Memória de Gregório XV ao cardeal Lodovisio seu sobrinho") aconselha modos de subir na estrutura da Cúria Romana.
Uma análise dos cinco conclaves realizados entre 1605 e 1644 mostra que os cardeais-sobrinhos não tinham em geral êxitos na eleição dos seus candidatos, embora o vencedor fosse geralmente um dos cardeais elevados pelo falecido papa. Os cardeais da coroa, em particular, quando se dignavam viajar para Roma por ocasião do conclave, tendiam a opor-se à eleição de cardeais-sobrinhos, embora também se opusessem à eleição de cardeais da coroa enviados por outros monarcas. Em geral, um cardeal-sobrinho teria de sobreviver a um ou mais sucessores do seu tio para começar a ser visto como papabile, tanto por causa da sua juventude como pela tendência para ser tomado como culpado por algumas eventuais políticas menos populares dos seus tios.
Uma eleição papal podia trazer uma mudança dramática no destino de um cardeal-sobrinho, frequentemente levando os antigos favoritos a conflitos com o novo papa. Por exemplo, Prospero Colonna e Francisco de Borja foram excomungados, e Carlo Carafa executado. O conclave de maio de 1605 é um exemplo de eleição na qual um candidato (Antonmaria Sauli) foi derrotado porque havia um número suficiente de cardeais que estava convencido da necessidade de "um papa que queira punir os cardeais-sobrinhos por roubarem o papado". Um cardeal-sobrinho era ainda uma ameaça potencial para um futuro pontífice. Por exemplo, Ludovisi tornou-se líder da oposição contra o Papa Urbano VIII (1623-1644), chegando a falar numa eventual convocação de um concílio contra ele (que nunca veio a acontecer pois Ludovisi morreu em 1632) porque "ninguém mais tinha a coragem de enfrentar o temperamento tirânico de Urbano VIII".

## Cardeal Secretário de Estado

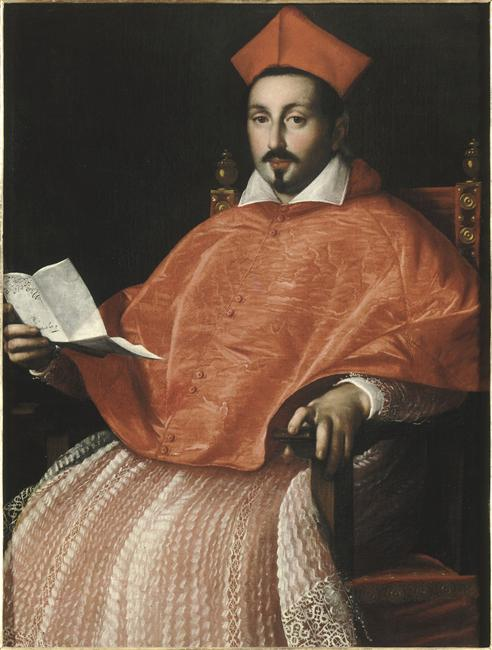
O cardeal Scipione Borghese foi o Superintendente do Estado Eclesiástico (Cardeal Sobrinho, posteriormente Cardeal Secretário de Estado) do Papa Paulo V.

O ofício da Cúria de Cardeal Secretário de Estado evoluiu de vários modos a partir dos papéis anteriormente desempenhados pelos cardeais-sobrinhos. Entre 1644 e 1692 o poder do Cardeal Secretário de Estado era essencialmente inversamente proporcional ao do Cardeal Sobrinho, a quem o Secretariado era subordinado. Durante alguns pontificados, por exemplo o de Pio V (1566–1572) e seu sobrinho Michele Bonelli, o cardeal-sobrinho e o Secretário de Estado eram o mesmo.
De acordo com Frederic Baumgartner, o surgimento de uma administração centralizada com burocratas profissionais com carreira no serviço papal "provou ser mais eficaz do que o nepotismo para os futuros papas, e assim reduziu grandemente a necessidade de sobrinhos do papa". A ascensão do Cardeal Secretário de Estado era o "mais óbvio elemento desta nova abordagem".
Em 19 de julho de 1814 o Pio VII instituiu a Sagrada Congregação dos Assuntos Eclesiásticos Extraordinários, ampliando a Congregação Super negotiis ecclesiasticis regni Galliarum, instituída por Pio VI em 1793.
Pio X, pela Constituição Apostólica Sapienti Consilio (29 de junho de 1908), reestruturou a congregação na forma que seria depois fixada pelo Código de Direito Canónico de 1917 (no cânone 263), e estabeleceu as competências de cada uma das três secções: a primeira tratava essencialmente dos assuntos extraordinários; a segunda incidia nos assuntos ordinários, e a terceira, que até então fora um organismo autónomo (a Chancelaria dos Breves Apostólicos), tinha por missão cuidar da preparação e despacho dos breves pontifícios.
Outras modificações foram feitas pelos papas Paulo VI e João Paulo II. O primeiro, pela Constituição Apostólica Regimini Ecclesiæ Universæ, de 15 de agosto de 1967, permitiu uma reforma da Cúria Romana e nas competências da Secretaria de Estado, suprimindo a Chancelaria dos Breves Apostólicos e transformando a Sagrada Congregação dos Assuntos Eclesiásticos Extraordinários num organismo distinto da Secretaria de Estado - tomando a designação de Conselho dos Assuntos Públicos da Igreja. O segundo, em 28 de junho de 1988, promulgou a Constituição Apostólica Pastor Bonus, pela qual uma nova reforma da Cúria Romana era feita, dividindo a Secretaria de Estado em duas secções: a Secção dos Assuntos Gerais e a Secção das Relações com os Estados.
A Secretaria de Estado é hoje o dicastério da Cúria Romana que mais de perto coadjuva o Sumo Pontífice no exercício da sua missão. É hoje presidida por um cardeal que assume o título de Secretário de Estado, e que pode ser considerado como máximo responsável pela atividade diplomática e política da Santa Sé, representando, em circunstâncias particulares, a própria pessoa do Sumo Pontífice.